# (3455) Kristensen
(3455) Kristensen es un asteroide perteneciente al cinturón de asteroides, descubierto el 20 de agosto de 1985 por Edward Bowell desde la Estación Anderson Mesa (condado de Coconino, cerca de Flagstaff, Arizona, Estados Unidos).

## Designación y nombre
Designado provisionalmente como 1985 QC. Fue nombrado Kristensen en honor al astrónomo danés Leif Kahl Kristensen.